# Triatlo nos Jogos Pan-Americanos
O triatlo é um dos esportes disputado nos Jogos Pan-Americanos em três eventos: feminino, masculino e o mais recente revezamento misto. Ele foi adicionado ao programa pan-americano em 1993, estreando dois anos depois na edição de Mar del Plata, e, desde então, o esporte compareceu em todas as edições realizadas. O revezamento misto, por sua vez, estreou mais de duas décadas depois; o evento foi adicionado na edição de 2019, em Lima.
Os triatletas Karen Smyers e Leandro Macedo foram os primeiros vencedores dos eventos em 1995. O Canadá conquistou o maior número de medalhas nas duas primeiras edições, incluindo o ouro de Sharon Donnelly, as pratas de Kristie Otto e Mark Bates, além dos bronzes de Carol Montgomery, Fiona Cribb e Simon Whitfield. No entanto, os Estados Unidos ultrapassaram os adversários nas duas edições seguintes, incluindo três medalhas de ouro. Em 2011, Sarah Haskins adicionou mais um título para a nação norte-americana; no mesmo ano, Reinaldo Colucci deu o segundo ouro ao Brasil. Nas duas últimas edições, Brasil e México obtiveram duas medalhas de ouro cada, enquanto o Chile alcançou seu primeiro título em 2015.
Estados Unidos e Canadá são as duas nações que mais conquistaram medalhas: onze. Os norte-americanos, no entanto, lideram o quadro de medalhas com cinco ouros, cinco pratas e um bronze. Logo atrás desses, o Brasil é detentor de dez medalhas; contudo, os sul-americanos aparecem na frente dos canadenses por terem dois ouros a mais. O México é o quarto colocado, seguido por Chile e Venezuela. As duas últimas posições do quadro pertencem à Argentina, que obtém três bronzes e Bermudas (um bronze).

## História
O triatlo foi incluído no calendário pan-americano em 1993, quando teve a sua estreia programada na edição de 1995. Quatro anos depois, a sede foi Winnipeg, com as provas sendo realizadas em 24 de julho. Prosseguindo com as edições de Santo Domingo (2003) e Rio de Janeiro (2007). Em 2011, a cidade de Puerto Vallarta sediou as provas do esporte, que ocorreram em 23 de outubro no Terminal Marítimo API. No enanto, a cidade sede dos Jogos foi Guadalajara.
Na edição de 2015, em Toronto, a competição feminina ocorreu  às 8 horas e 30 minutos do sábado, 11 de julho. No dia seguinte, realizou-se o evento elite masculina às 8 horas e 30 minutos. O circuito da natação, primeira disciplina do esporte, iniciou em um canal fechado do lago Ontário, enquanto que as competições de ciclismo e corrida aconteceram nas seis faixas da avenida Lake Shore. Todo o percurso foi fechado para a proteção dos atletas. Em 2019, a organização programou dois dias no calendário de Lima para a realização dos eventos de triatlo: um dia para as competições individuais e outro para a competição por equipes. O primeiro evento disputado foi a prova femininas às 10 horas do sábado, 27 de julho, seguido pela prova masculina às 13 horas e finalmente, já na segunda-feira, 29 de julho, o revezamento misto com início às 9 horas. As provas se iniciaram na Praia de Água Doce, no distrito de Chorrillos e a disputa estendeu-se até a praia Los Pavos, no distrito de Barranco.

## Medalhistas
A edição de Mar del Plata, em 1995, foi a primeira que implementou o triatlo no cronograma da competição. Nesta ocasião, o Canadá foi a nação que mais conquistou medalhas; contudo, os seus representantes não venceram os eventos — Mark Bates obteve a medalha de prata no masculino, enquanto Kristie Otto e Fiona Cribb protagonizaram uma dobra canadense no pódio com as conquistas de prata e bronze, respectivamente. No feminino, o ouro ficou com Karen Smyers, dos Estados Unidos. Entre os homens, o vencedor foi o brasileiro Leandro Macedo enquanto o argentino Oscar Galíndez terminou com o bronze. O Canadá manteve o bom desempenho na edição de Winnipeg, conquistando três medalhas: um ouro (Sharon Donnelly) e dois bronzes (Carol Montgomery e Simon Whitfield). Brasil e Estados Unidos terminaram com uma prata (Carla Moreno e Hunter Kemper, respectivamente). Por fim, o venezuelano Gilberto González ficou com o ouro da competição masculina. Na década de 2000, canadenses e norte-americanas predominaram nas duas edições realizadas. Os triunfos dos Estados Unidos aconteceram com as representantes Julie Ertel (ouro em 2007), Sheila Taormina (prata em 2003) e Sarah Haskins (prata em 2007) e Becky Gibbs (bronze em 2003). Por outro lado, o Canadá obteve os feitos de Jill Savege (ouro em 2003) e Lauren Groves (bronze em 2007). Já no cenário masculino, os norte-americanos Hunter Kemper e Andy Potts venceram os eventos de 2003 e 2007, respectivamente. As medalhas de pratas ficaram com Virgílio de Castilho e Brent McMahon, enquanto os bronzes com Oscar Galíndez e Juraci Moreira.
Nos Jogos Pan-Americanos de 2011, na cidade mexicana de Guadalajara, as norte-americanas Sarah Haskins e Sara McLarty, além da brasileira Pâmella Oliveira terminaram a primeira transição nas primeiras posições, com uma diferença de um segundo. Haskins e Oliveira manteve um desempenho homogêneo e terminaram com o ouro e o bronze, respectivamente. A chilena Barbara Riveros completou o pódio, conquistando a medalha de prata. No masculino, o representante do Brasil, Reinaldo Colucci, manteve-se nas primeiras colocações nas duas primeiras etapas e conseguiu ultrapassar os adversários durante a corrida, vencendo a prova. O norte-americano Manuel Huerta, que terminou na segunda posição, também se recuperou durante a última etapa. Por fim, o bronze ficou com o canadense Brent McMahon. Em 2015, Pâmella Oliveira liderou a transição entre natação e ciclismo, sendo seguida pela bermudense Flora Duffy. Esta última manteve o bom desempenho e encerrou o ciclismo na primeira colocação; contudo, foi ultrapassada pela chilena Barbara Riveros na segunda transição. Esta liderou o restante do evento, conquistando a medalha de ouro. Paola Díaz, do México, avançou sete posições na reta final do percurso e ficou com a segunda colocação. Por fim, o pódio foi completado por Duffy. No masculino, o mexicano Irving Pérez assumiu a liderança da primeira transição com 19 minutos e 10 segundos, mas perdeu posições durante o ciclismo. O norte-americano Kevin McDowell e o mexicano Crisanto Grajales estabeleceram uma disputa equilibrada na reta final. Grajales venceu a prova com um segundo de vantagem sobre o adversário. Pérez, por sua vez, recuperou-se na corrida e conquistou a medalha de bronze.

Triatletas brasileiros que conquistaram a medalha de ouro no revezamento misto. O país liderou o quadro de medalhas com dois ouro e duas pratas

Quatro anos depois, a brasileira Vittória Lopes liderou a transição de natação e ciclismo, enquanto que sua compatriota Luisa Baptista se manteve na oitava posição. Esta última, contudo, avançou sete posições na corrida e ultrapassou Vittória Lopes no trecho final do percurso. A mexicana Cecilia Pérez, por sua vez, completou o pódio ao conquistar a medalha de bronze. No mesmo dia, o triatlo masculino foi realizado. Na primeira transição, o canadense Charles Paquet assumiu a liderança com 18 minutos e 26 segundos, mas perdeu posições no decorrer da competição. O mexicano Crisanto Grajales, por sua vez, terminou a prova com uma hora, cinquenta minutos e trinta e nove segundos. Este tempo foi suficiente para que o triatleta vencesse a competição, conquistando o ouro, repetindo seu feito nos Jogos Pan-Americanos de 2015 em Toronto. Dezesseis segundos depois, o brasileiro Manoel Messias encerrou a prova na segunda posição. Por fim, o argentino Luciano Franco Taccone, que havia terminado a segunda transição na primeira colocação, completou o pódio com a medalha de bronze. Dois dias depois, o revezamento misto foi disputado. Na estreia da modalidade, a brasileira Luisa Baptista saiu das águas na primeira colocação, mas perdeu posições no ciclismo. O brasileiro Kauê Willy também foi ultrapassado, desta vez na natação; contudo, Vittória Lopes reassumiu a liderança que foi mantida por Manoel Messias até o final da prova. O quarteto canadense, que estava disputando a primeira colocação com o brasileiro, terminou conquistando a prata, enquanto que o México ficou com a terceira posição.

### Feminino
| Ano  | Sede           | Ouro                             | Prata                              | Bronze                         | Ref.   |
| ---- | -------------- | -------------------------------- | ---------------------------------- | ------------------------------ | ------ |
| 1995 | Mar del Plata  | USA Estados Unidos Karen Smyers  | CAN Canadá Kristie Otto            | CAN Canadá Fiona Cribb         | [ 33 ] |
| 1999 | Winnipeg       | CAN Canadá Sharon Donnelly       | BRA Brasil Carla Moreno            | CAN Canadá Carol Montgomery    | [ 34 ] |
| 2003 | Santo Domingo  | CAN Canadá Jill Savege           | USA Estados Unidos Sheila Taormina | USA Estados Unidos Becky Gibbs | [ 14 ] |
| 2007 | Rio de Janeiro | USA Estados Unidos Julie Ertel   | USA Estados Unidos Sarah Haskins   | CAN Canadá Lauren Groves       | [ 15 ] |
| 2011 | Guadalajara    | USA Estados Unidos Sarah Haskins | CHI Chile Bárbara Riveros          | BRA Brasil Pâmella Oliveira    | [ 35 ] |
| 2015 | Toronto        | CHI Chile Bárbara Riveros        | MEX México Paola Díaz              | BER Bermudas Flora Duffy       | [ 36 ] |
| 2019 | Lima           | BRA Brasil Luisa Baptista        | BRA Brasil Vittória Lopes          | MEX México Cecilia Pérez       | [ 26 ] |

### Masculino
| Ano  | Sede           | Ouro                             | Prata                             | Bronze                               | Ref.   |
| ---- | -------------- | -------------------------------- | --------------------------------- | ------------------------------------ | ------ |
| 1995 | Mar del Plata  | BRA Brasil Leandro Macedo        | CAN Canadá Mark Bates             | ARG Argentina Oscar Galíndez         | [ 37 ] |
| 1999 | Winnipeg       | VEN Venezuela Gilberto González  | USA Estados Unidos Hunter Kemper  | CAN Canadá Simon Whitfield           | [ 38 ] |
| 2003 | Santo Domingo  | USA Estados Unidos Hunter Kemper | BRA Brasil Virgílio de Castilho   | ARG Argentina Oscar Galíndez         | [ 16 ] |
| 2007 | Rio de Janeiro | USA Estados Unidos Andy Potts    | CAN Canadá Brent McMahon          | BRA Brasil Juraci Moreira            | [ 17 ] |
| 2011 | Guadalajara    | BRA Brasil Reinaldo Colucci      | USA Estados Unidos Manuel Huerta  | CAN Canadá Brent McMahon             | [ 39 ] |
| 2015 | Toronto        | MEX México Crisanto Grajales     | USA Estados Unidos Kevin McDowell | MEX México Irving Pérez              | [ 40 ] |
| 2019 | Lima           | MEX México Crisanto Grajales     | BRA Brasil Manoel Messias         | ARG Argentina Luciano Franco Taccone | [ 41 ] |

### Revezamento misto
| Ano  | Sede | Ouro                                                               | Prata                                                                      | Bronze                                                                | Ref.   |
| ---- | ---- | ------------------------------------------------------------------ | -------------------------------------------------------------------------- | --------------------------------------------------------------------- | ------ |
| 2019 | Lima | BRA Brasil Luisa Baptista Kauê Willy Manoel Messias Vittória Lopes | CAN Canadá Desirae Ridenour Charles Paquet Hannah Rose Henry Alexis Lepage | MEX México Cecilia Pérez Crisanto Grajales Claudia Rivas Irving Pérez | [ 42 ] |

## Quadro de medalhas
| Ordem | País               | Medalha de ouro | Medalha de prata | Medalha de bronze |    |
| ----- | ------------------ | --------------- | ---------------- | ----------------- | -- |
| 1     | USA Estados Unidos | 5               | 5                | 1                 | 11 |
| 2     | BRA Brasil         | 4               | 4                | 2                 | 10 |
| 3     | CAN Canadá         | 2               | 4                | 5                 | 11 |
| 4     | MEX México         | 2               | 1                | 3                 | 6  |
| 5     | CHI Chile          | 1               | 1                |                   | 2  |
| 6     | VEN Venezuela      | 1               |                  |                   | 1  |
| 7     | ARG Argentina      |                 |                  | 3                 | 3  |
| 8     | BER Bermudas       |                 |                  | 1                 | 1  |